# Gracilodes caffra
Gracilodes caffra là một loài bướm đêm trong họ Erebidae.